# セヴァストポリ
- セバストポリ
- セヴァストポリ

セヴァストポリ（ウクライナ語：Севастополь, [seʋɐˈstɔpɔlʲ] （セワストーポリ）、ロシア語：Севастополь, [sʲɪvɐˈstopəlʲ] （シヴァストーパリ）、ラテン文字転写の例：Sevastopol、クリミア・タタール語：Акъяр （アキヤール）, Aqyar）は、黒海に面したクリミア半島南西部に位置する都市である。
広義・行政区画上のセヴァストポリ（特別市 / 連邦市）は864平方キロメートル、41万6263人（2016年）。4つの行政区で構成され、インケルマンやカチャなどの集落を含む。
狭義・都市としてのセヴァストポリは57.45平方キロメートル、37万750人（2016年）。

## 歴史
古代この地にはボスポロス王国の都市ケルソネソス（ケルソン）があり、6世紀に東ローマ帝国の統治下になった後も東ローマ帝国のクリミア半島における統治の拠点、ハザールやキエフ大公国などとの交易拠点としてテマ（軍管区）が置かれ、12世紀のコムネノス王朝時代まで東ローマの領土であった。
12世紀後半に東ローマが衰退すると、その後はモンゴル人のジョチ・ウルス、その後裔のクリミア・ハン国などの支配下にあったが、1783年、ロシア帝国がクリミア半島を併合した際、一緒に組み込まれた。その後、重要な海軍基地、商業港として発展してきた。

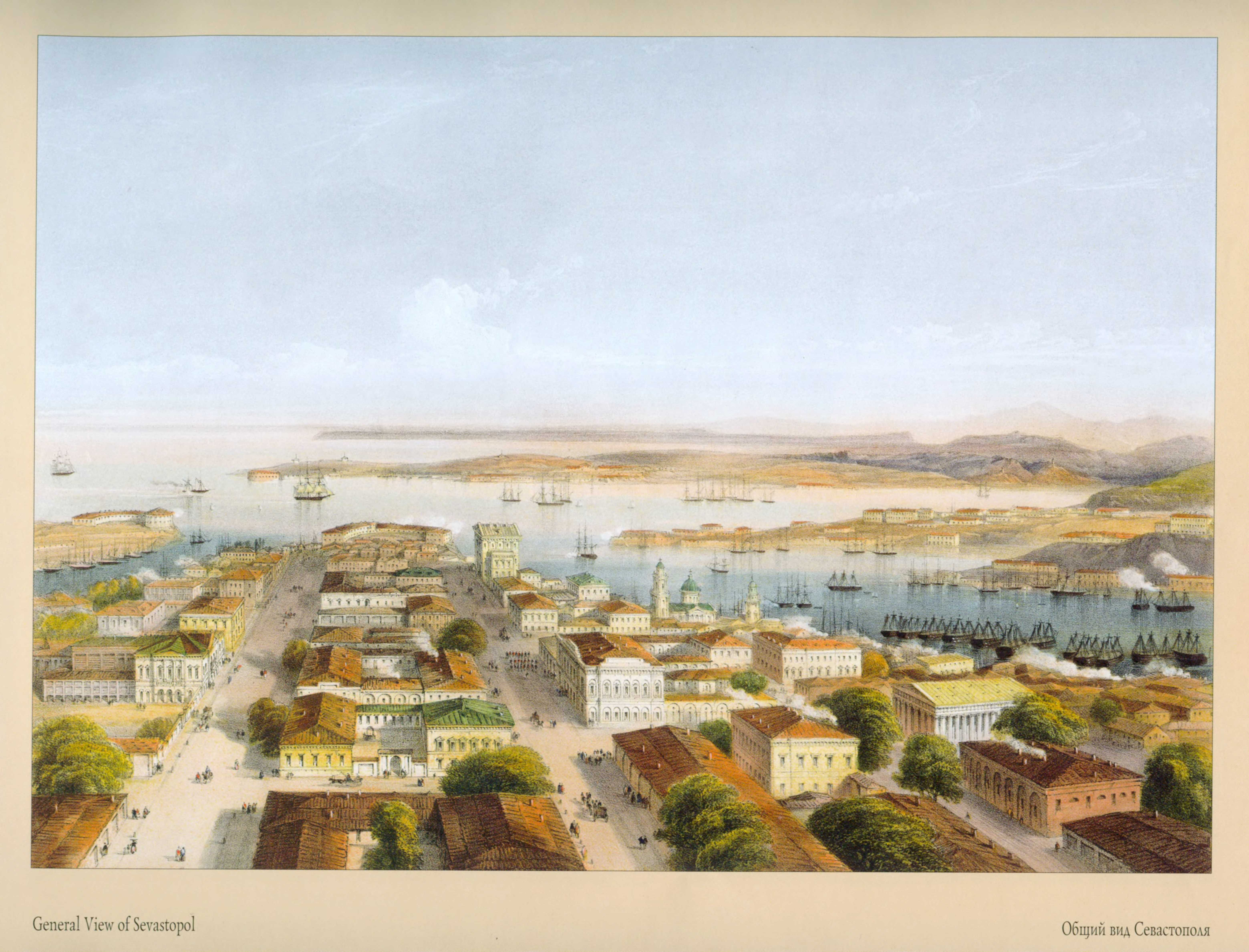
1856年のセヴァストポリ

1853年からのクリミア戦争では、同地を拠点とする黒海艦隊がシノープの海戦でオスマン帝国の艦隊を撃破するなどの戦果を挙げたが、1854年にオスマン帝国と同盟を結んで参戦してきたイギリスとフランスがオーストリアの妨害工作により攻略目標をオデッサからセヴァストポリに変更。ロシア軍は英仏艦隊の侵入を阻止するために黒海艦隊を湾内に自沈させ、市街地全体に防塁を築いて要塞化したが、長期にわたる包囲戦の末にパーヴェル・ナヒーモフ提督やヴラジーミル・コルニーロフ提督も戦死し（セヴァストポリ包囲戦 (1854年-1855年)）、1855年9月に放棄を決定。後にパリで開かれた講和会議でカルス要塞と引き換えに返還された。
第二次世界大戦時、要塞化された同地に対してドイツ軍は80cm列車砲「ドーラ」、カール自走臼砲などを用いて攻略、占領したが、その後赤軍の反撃によりセヴァストポリはソ連へ取り戻された。（セヴァストポリ包囲戦 (1941年-1942年)）
ソビエト連邦の時代には、ウクライナ・ソビエト社会主義共和国内のクリミア州の一部としてではなく、キエフ（1954年以前はモスクワ）の直轄下に置かれ、外国人の立ち入りを固く規制する閉鎖都市だった。
ソ連時代に、クリミア戦争と第二次世界大戦での攻防戦の奮闘を讃え英雄都市の称号を与えられた。
ソビエト連邦崩壊後のセヴァストポリ軍港にはロシア連邦の海軍基地とウクライナ海軍の司令部も置かれている。ソビエト連邦時代はソ連の黒海艦隊の基地であったが、ソ連邦解体後の1997年にロシア・ウクライナ間で締結された協定により、2017年まで租借、また2010年に再締結された協定によりさらに2042年まで駐留が認められることになった。ウクライナが受け取る租借料は年間9800万ドルであり、そのセヴァストポリ軍港租借料はウクライナがロシアへ払うガス料金未納分を考慮して決められている。

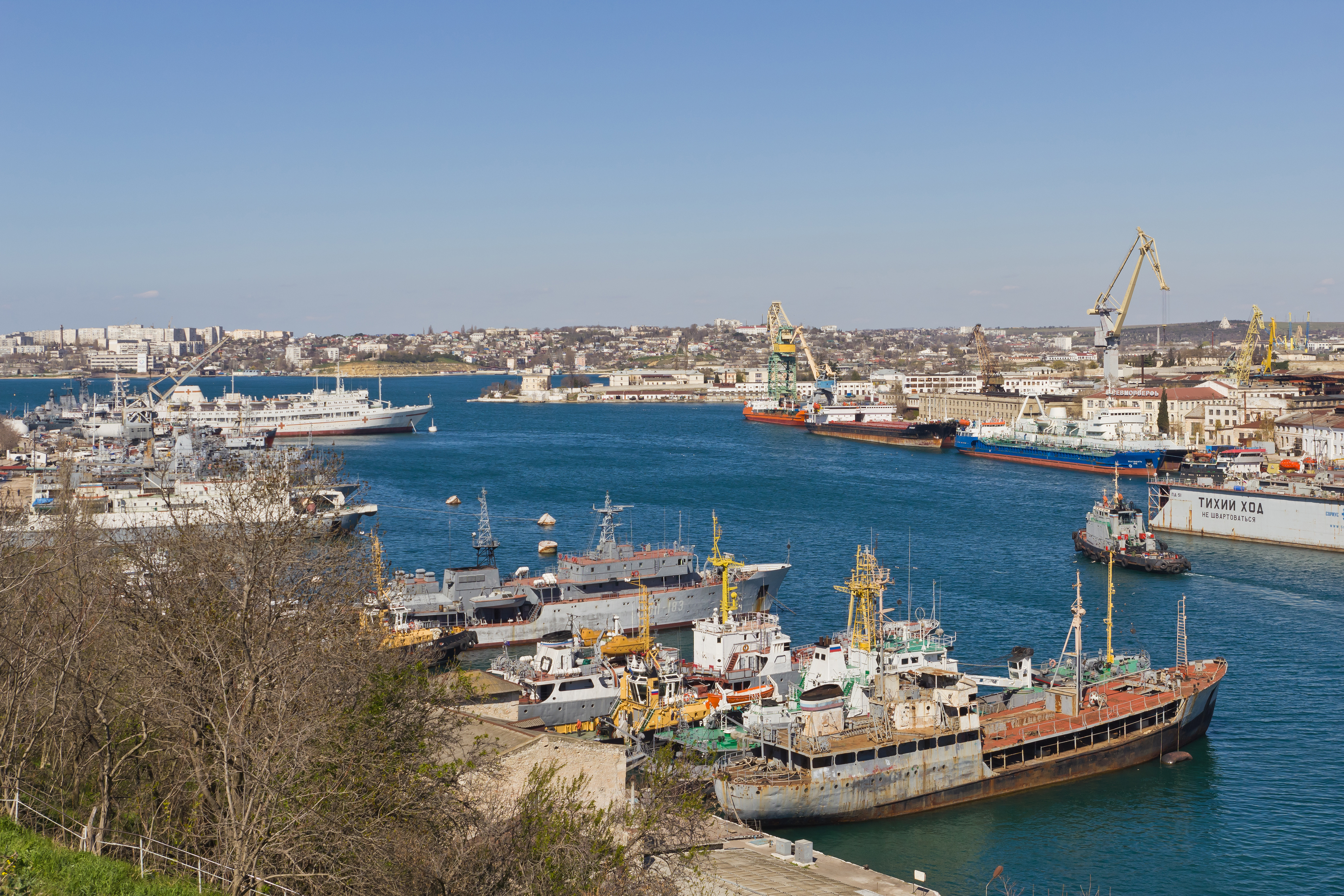
ロシア編入後のセヴァストポリ（2014年4月）

ロシアとウクライナの政治対立から、セヴァストポリのロシア領土編入を求める運動がしばしば同地に住むロシア人住民によって起きており、両国の対立の火種となってきた。2010年以降のヴィクトル・ヤヌコーヴィチ政権では対立は沈静化していた。しかし2014年2月にヤヌコーヴィチ政権が崩壊し、親欧米派の暫定政権が樹立されたことにロシアは反発。2014年3月11日、ロシア軍の占領下で実施された同月16日の住民投票においてクリミアのロシアへの編入が賛成多数を得た場合、ウクライナよりいったん独立する決議をクリミア自治共和国とともに採択した（クリミア・セヴァストポリ独立宣言）。16日の投票では賛成票が全体の9割を超え（2014年クリミア住民投票）、クリミア自治共和国とともに主権宣言した上で（クリミア共和国）、3月18日にロシア連邦に編入される条約をロシア連邦と締結した（ロシアによるクリミアの併合）。この編入により、セヴァストポリはロシア連邦の連邦市という位置付けになったが、ウクライナを始めとする大多数の国は認めていないため、国際的にはウクライナの特別市のままである。2014年4月1日には市政のトップが市長から知事へと改められた。
2022年ロシアのウクライナ侵攻は、ロシアに併合された状態で迎えた。2023年に入るとセヴァストポリは、ウクライナからドローンなどの攻撃を受けるようになり、同年8月20日、ロシア黒海艦隊の司令部がドローンによる攻撃を受けたほか、同年9月13日には、巡航ミサイルやドローンがロシア海軍の艦船修理工場に着弾。潜水艦と大型揚陸艦が損傷する被害を受けた。同年9月20日、ウクライナは黒海艦隊司令部をドローンで攻撃したことを発表した。

## 行政区分

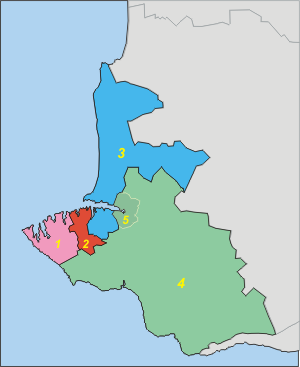
セヴァストポリの行政区分
1. Gagarin Raion (pink)
2. Lenin Raion (red)
3. Nakhimov Raion (blue)
4. Balaklava Raion (light green)
5. Inkerman (green)

1. ガガーリン地区（ウクライナ語版、ロシア語版、英語版）・・・ケルソネソス
2. レーニン地区（ウクライナ語版、ロシア語版、英語版）
3. ナヒモフ地区（ウクライナ語版、ロシア語版、英語版）
4. バラクラヴァ地区（ウクライナ語版、ロシア語版、英語版） - バラクラヴァ・・・旧ソ連バラクラヴァ原子力潜水艦地下秘密基地（Balaklava Underground submarine base）の所在地
5. インケルマン（ウクライナ語版、ロシア語版、英語版）

## 産業
帝政ロシア時代以来セヴァストポリは軍港都市・商港都市として発展してきた。またリゾート地・観光地としても有名である。

## 人口
| 母語話者（セヴァストポリ市） 2001 | 母語話者（セヴァストポリ市） 2001 | 母語話者（セヴァストポリ市） 2001 | 母語話者（セヴァストポリ市） 2001 | 母語話者（セヴァストポリ市） 2001 |
| --------------------------------- | --------------------------------- | --------------------------------- | --------------------------------- | --------------------------------- |
|                                   |                                   |                                   |                                   |                                   |
| ロシア語                          | ロシア語                          |                                   | 90.6%                             | 90.6%                             |
| ウクライナ語                      | ウクライナ語                      |                                   | 6.8%                              | 6.8%                              |

2001年ウクライナ国勢調査によるデータ。
- 総人口：379,500人[9]
- 都市人口：358,100人（94%）；農村人口：21,400人（6%）[10]
- 性別人口：男性は173,500人（46%）；女性は206,000人（54%）[11]

| \| 民族構成[12] \| 民族構成[12] \| 民族構成[12] \| 民族構成[12] \| 民族構成[12] \| \| -------------------- \| -------------------- \| ------------ \| ----------------- \| ----------------- \| \| \| \| \| \| \| \| ロシア人 \| ロシア人 \| \| 270,000人 (71.6%) \| 270,000人 (71.6%) \| \| ウクライナ人 \| ウクライナ人 \| \| 84,400人 (22.4%) \| 84,400人 (22.4%) \| \| ベラルーシ人 \| ベラルーシ人 \| \| 5,800人 (1.6%) \| 5,800人 (1.6%) \| \| タタール人 \| タタール人 \| \| 2.500人 (0.7%) \| 2.500人 (0.7%) \| \| クリミア・タタール人 \| クリミア・タタール人 \| \| 1,800人 (0.5%) \| 1,800人 (0.5%) \| \| アルメニア人 \| アルメニア人 \| \| 1,300人 (0.3%) \| 1,300人 (0.3%) \| \| ユダヤ人 \| ユダヤ人 \| \| 1,000人 (0.3%) \| 1,000人 (0.3%) \| \| モルドヴァ人 \| モルドヴァ人 \| \| 800人 (0.2%) \| 800人 (0.2%) \| \| アゼルバイジャン人 \| アゼルバイジャン人 \| \| 600人 (0.2%) \| 600人 (0.2%) \| |                      |  |                   |                   |
| 民族構成 |                      |  |                   |                   |
| |                      |  |                   |                   |
| ロシア人 | ロシア人             |  | 270,000人 (71.6%) | 270,000人 (71.6%) |
| ウクライナ人 | ウクライナ人         |  | 84,400人 (22.4%)  | 84,400人 (22.4%)  |
| ベラルーシ人 | ベラルーシ人         |  | 5,800人 (1.6%)    | 5,800人 (1.6%)    |
| タタール人 | タタール人           |  | 2.500人 (0.7%)    | 2.500人 (0.7%)    |
| クリミア・タタール人 | クリミア・タタール人 |  | 1,800人 (0.5%)    | 1,800人 (0.5%)    |
| アルメニア人 | アルメニア人         |  | 1,300人 (0.3%)    | 1,300人 (0.3%)    |
| ユダヤ人 | ユダヤ人             |  | 1,000人 (0.3%)    | 1,000人 (0.3%)    |
| モルドヴァ人 | モルドヴァ人         |  | 800人 (0.2%)      | 800人 (0.2%)      |
| アゼルバイジャン人 | アゼルバイジャン人   |  | 600人 (0.2%)      | 600人 (0.2%)      |

## 姉妹都市
- サンクトペテルブルク、ロシア 2000年
- ポティ、ジョージア 2008年
- ペトロパブロフスク・カムチャツキー、ロシア 2009年

## 標準時
この地域は、モスクワ時間帯の標準時を使用している。時差はUTC+3時間で、夏時間はない。ロシア編入前は標準時がUTC+2で、夏時間がUTC+3であった。2014年3月に通年UTC+4に変更されたが、同年10月に通年UTC+3に変更された。

## 登場作品
- 映画『ロシアン・スナイパー』 - 監督：セルゲイ・モクリツキー、2015年
  - 実在の狙撃手であるリュドミラ・パヴリチェンコの視点から第二次世界大戦における独ソ戦を描く。
  - 劇中では、主人公・リュドミラが療養する地であり、その後のセヴァストポリ包囲戦の戦地として登場。